# Окадзаки, Томоми
Томоми Окадзаки (Ясутакэ)  (яп. 岡崎 朋美 Tomomi Okazaki, род. 7 сентября 1971 года в Киёсато) — японская конькобежка, бронзовый призёр зимних Олимпийских игр 1998 года на дистанции 500 м, трёхкратный призёр чемпионатов мира на дистанции 500 м. Участница пяти Олимпийских игр 1994, 1998, 2002, 2006 и 2010 годов.

## Биография
Томоми Окадзаки родилась в семье, где родители управляли молочным бизнесом. Она начала кататься на коньках в 3-м классе начальной школы, в возрасте 8 лет, когда одноклассница предложила ей покататься на катке. В возрасте 10 лет занялась конькобежным спортом. Когда она училась в старших классах средней школы Кусиро Сейён, то смогла занять 4-е место на соревнованиях Inter-High и хотела  бросить конькобежный спорт. Во 2 классе старшей школы она с друзьями пошла посмотреть на Всеяпонский чемпионат по спринту, который проходил в Кусиро и там её заметил Терумаса Нагата, директор конькобежного клуба "Fujikyu Co., Ltd".
Томоми начала выступать на юниорах в Японии с 1988 года, а в 1990 году вступила в команду "Fuji Express" и участвовала на Всеяпонском чемпионате среди взрослых. В сезоне 1992/93 дебютировала на Кубке мира. В декабре 1993 года она заняла 4-е место на Всеяпонском чемпионате по спринту, а в феврале 1994 года дебютировала на зимних Олимпийских играх в Лиллехаммере, где заняла 14 место на дистанции 500 м.
В 1995 и 1996 году Окадзаки выиграла "серебро" на Всеяпонском чемпионате по спринту и впервые участвовала на спринтерском чемпионате мира в Милуоки, где заняла 14-е место. В 1996 года на первом чемпионате мира на отдельных дистанциях в Хамаре заняла 3-е место на 500 м. Она ещё дважды становилась бронзовым призёром на этой дистанции в 1998 и 1999 годах.
На домашних зимних Олимпийских играх в Нагано заняла 3-е место на дистанции 500 м и 7-е место на 1000 м.
Её лучшим результатом на мировых первенствах было 6-е место в многоборье на спринтерском чемпионате мира в Калгари. На своих третьих зимних Олимпийских играх в Солт-Лейк-Сити в 2002 году она заняла 6-е место на дистанции 500 м.
В следующем олимпийском 4-летнем цикле Окадзаки стала 5-й в беге на 500 м на зимних Азиатских играх 2003 года и заняла 5-е место на чемпионате мира на отдельных дистанциях в Инцелле в 2005 году. В 2006 году она стала первой на чемпионате Японии на дистанции 1000 м и в спринте, а на зимних Олимпийских играх в Турине поднялась на 4-е место в забеге на 500 м, а на дистанции 1000 м стала 16-й.
Она была знаменосцем сборной Японии на зимних Олимпийских играх в Ванкувере и заняла 16-е место на дистанциях 500 метров и 34-е на 1000 метров. После Олимпиады 2010 года закончила спортивную карьеру. Однако, пропустив сезон 2010/2011, в сезоне 2011/2012 приняла участие в нескольких национальных стартах. В сезоне 2012/2013 приняла решение вернуться в спорт и попробовать отобраться в дальнейшем на Олимпиаду в Сочи в 2014-м. Однако в декабре 2013 года на олимпийском отборе заняла 6-е место в беге на 500 м и решила завершить карьеру спортсменки.

## Личная жизнь
Томоми Окадзаки после выхода на пенсию читала лекции по просьбе компаний и школ, а также занималась домашним хозяйством и своей дочерью. Она была в должности заместителя директора отдела стимулирования сбыта в компании "Fujikyu". В настоящее время она занимается деятельностью в средствах массовой информации, таких как телевидение и радио, а также проводит лекции и мероприятия по популяризации конькобежного спорта по всей Японии. Кроме того, она участвует в различных спортивных мероприятиях. Её хобби - катание на велосипеде, автомобиле, шопинг, бег. В 2007 году она вышла замуж за бывшего спортсмена Хирохито Анбу. 5 декабря 2010 года она родила дочь Андзю. В ноябре 2015 года она покинула компанию "Fujikyu" и заключила контракт с "Yoshimoto" на управление с Креативным агентством. В настоящее время она мать двоих детей. 